# Moviment ocupa

Símbol okupa

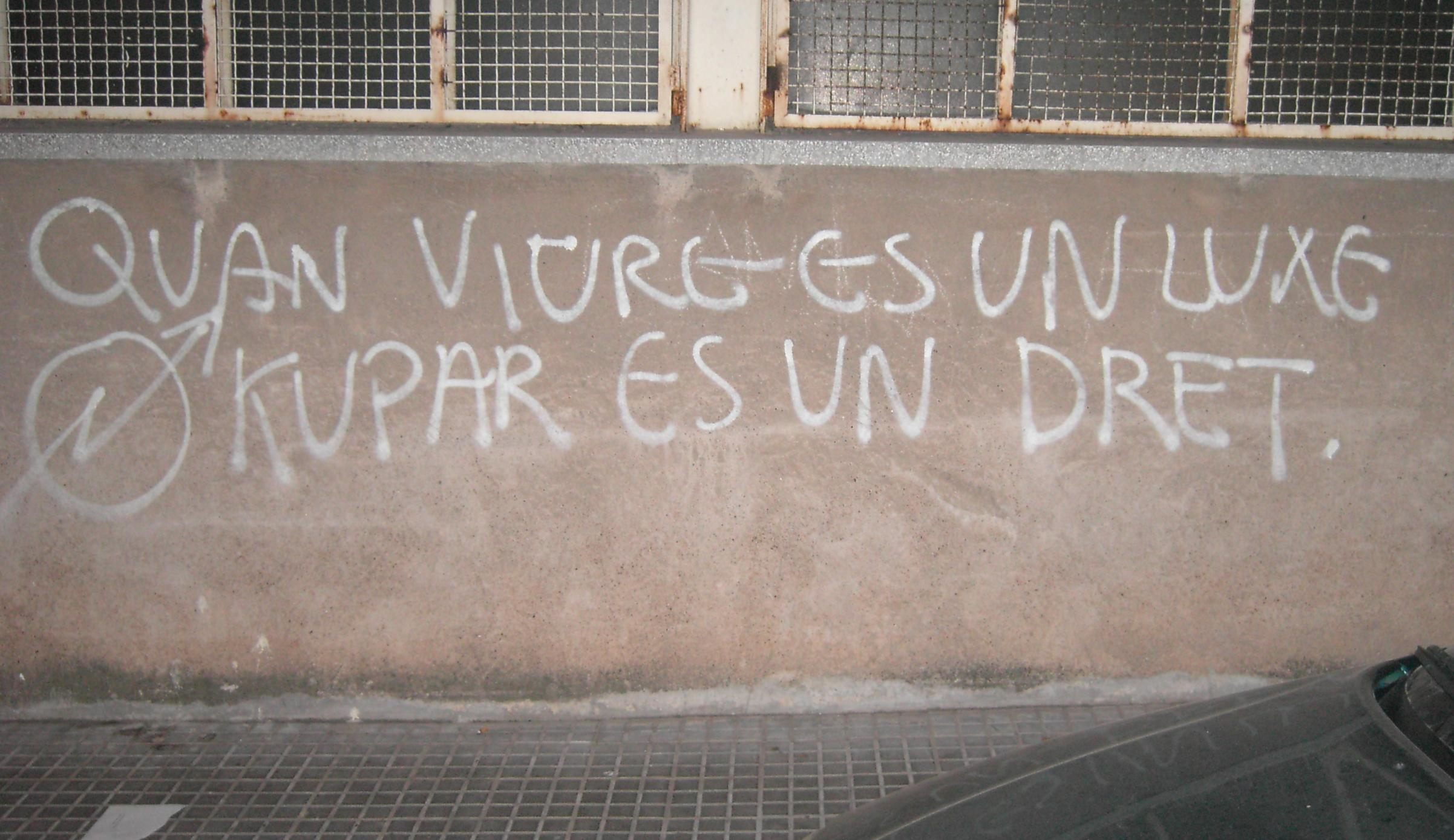
Pintada reivindicativa i lema de l'ocupació

L'ocupació és un moviment social que es caracteritza per recuperar espais buits i abandonats amb l'objectiu de convertir-los en habitatges o bé en centres socials autogestionats. És una forma protesta contra l'especulació immobiliària, la manca d'habitatges assequibles i de protecció social a causa del neoliberalisme. En els espais alliberats es duen a terme experiències de caràcter assembleari, autogestionari i de transformació social, posant l'espai a disposició de diversos col·lectius per a desenvolupar les seves activitats. Sovint, s'utilitza l'ortografia popular «okupació» i «okupa».
El moviment ocupa ha estat un dels moviments socials alternatius més arrelats, enxarxats i potents que han tingut els Països Catalans en les darreres dècades.

## Context

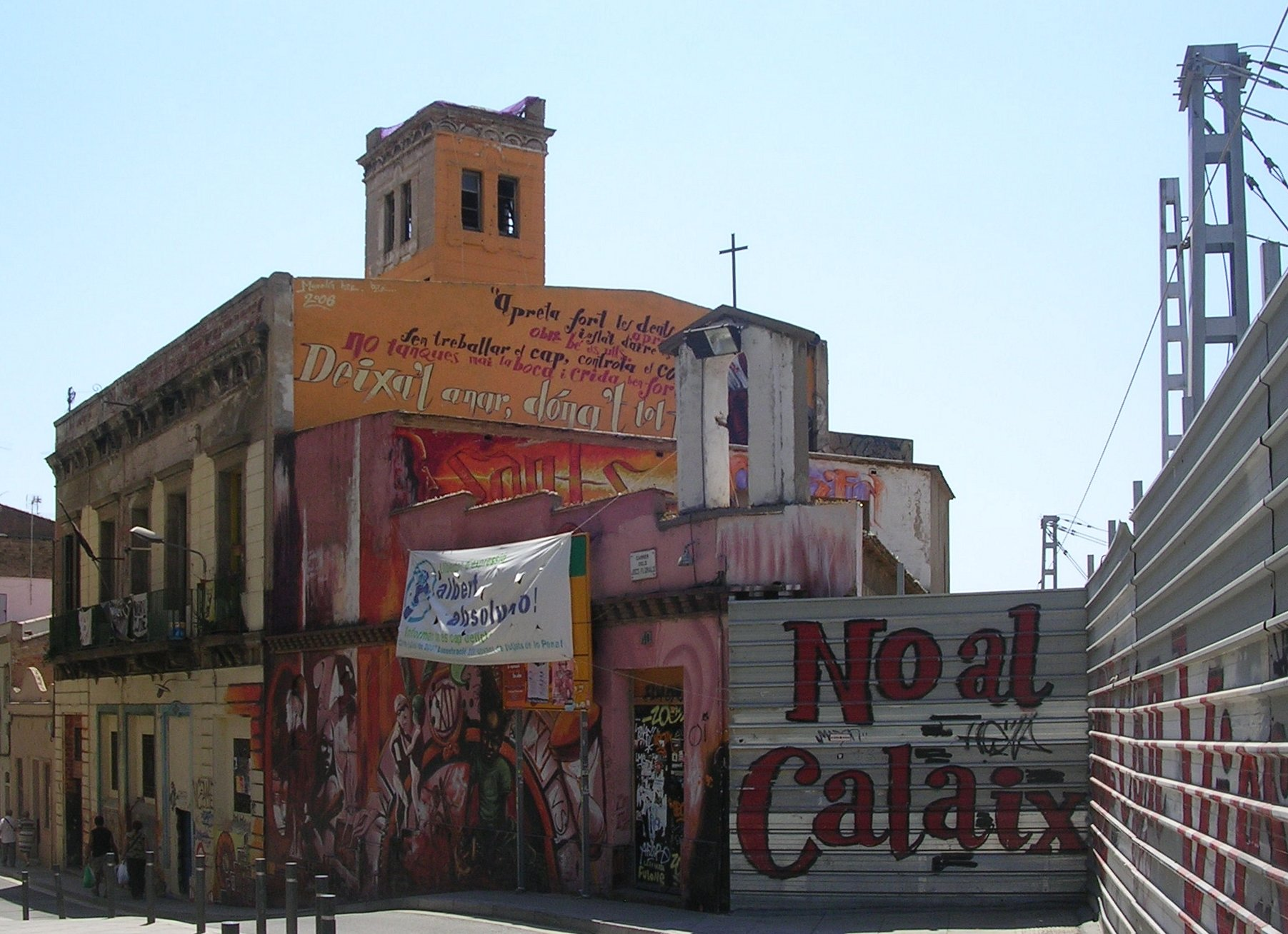
CSA Can Vies (Sants)

El moviment ocupa debuta a Europa a la dècada del 1960, especialment a Berlín i Amsterdam. En aquesta darrera ciutat, el moviment va tenir gran força política, els enfrontaments violents amb la policia eren habituals i va aconseguir que l'ocupació fos legal fins al 2010. Als anys 1970 comença a la Gran Bretanya, on es diuen squatters. A l'Estat espanyol arriba més tard i arrelà primerament al País Basc amb més força, sota el nom de gaztetxe.
Darrere de diversos titubejos amb la denominació, adopten el nom d'okupes, escrit amb una «k» contracultural i punk. Per als ocupes, la diferència entre «okupar» i «ocupar» resideix en el caràcter polític del primer, en què la presa d'un edifici abandonat no pretén només cobrir una emergència habitacional, sinó també denunciar la manca d'espais socials d'ús comunitari.
La paraula «ocupa» i els seus derivats han estat popularitzats per la premsa de manera que ha arribat a ser ara és d'ús corrent, tant en la llengua col·loquial com en els mitjans de comunicació. No obstant això, en la seua accepció popularitzada la premsa l'ha utilitzat per a designar a qualsevol que s'instal·li en un habitatge abandonat, tingui aquesta acció caràcter polític o no. La paraula ocupa s'utilitza com adjectiu o per designar les persones que ocupen un edifici buit. El Gran Diccionari de la llengua catalana cita la variant «okupa» com una forma popular.
Quant a l'expressió «moviment ocupa», és també una creació periodística que ha tingut una acollida desigual entre les persones a qui es referix. Moltes afirmen contundentment que no hi ha tal moviment, sinó una multiplicitat de processos d'ocupació no necessàriament relacionats. D'acord amb aquesta idea, es sol preferir el plural «moviment d'ocupacions», i encara més «moviment dels centres socials», considerant que és el centre social el que dona substantivitat política al moviment.
La paraula ocupa referida a persones s'ha rebutjat aquests últims anys per considerar que dona un aire de tribu urbana als que utilitzen cases abandonades per a viure i emmascara la motivació real de les ocupacions: la recerca d'un habitatge o un espai de socialització i la denúncia de l'especulació urbanística. Normalment els ocupes són persones no violentes, encara que a vegades no ho aconseguisquen.

## L'okupació com a recerca d'un habitatge

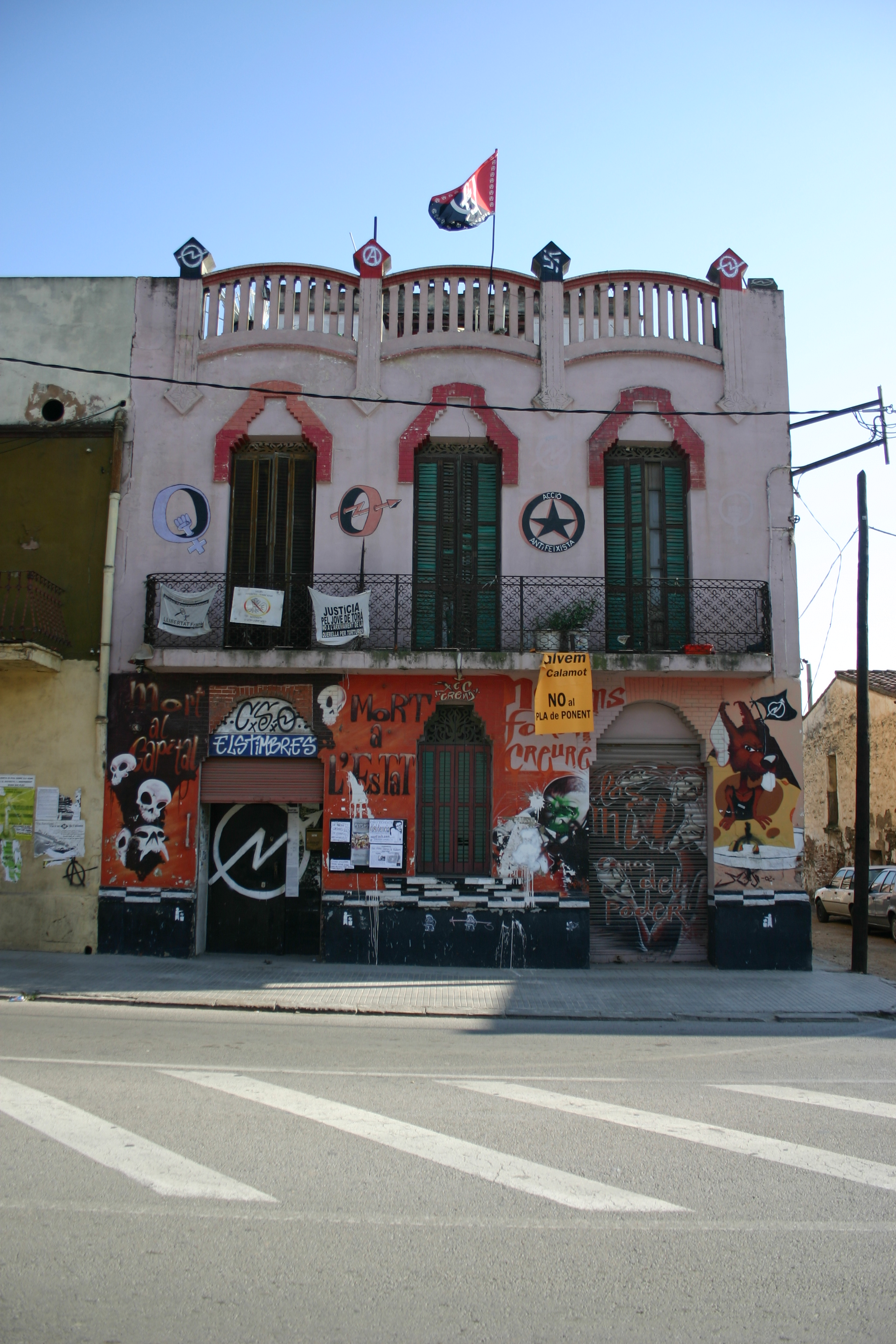
CSO Els Timbres (Viladecans)

Hi ha diversos motius pels quals se sol realitzar una ocupació. En alguns casos es tracta de famílies, grups de persones o individus que busquen un lloc on poder viure i no poden o no volen pagar un lloguer ni una hipoteca. Es tracta d'un moviment social que reivindica el dret a un habitatge digne.

## L'okupació com a mètode d'autogestió
Hi ha nombrosos casos d'ocupacions promogudes per persones que busquen crear alternatives culturals i associatives en els barris en què viuen, a través dels anomenats centres socials ocupats. La seua finalitat és crear espais autogestionats des d'on poder crear activitats lliures de pressions econòmiques i polítiques. S'organitzen assembleàriament per a evitar la creació de jerarquies i solen estar vinculats ideològicament a l'anarquisme o a alguna tendència d'esquerra revolucionària.

## Mutació del moviment ocupa
Entre 1994 i 1999, el moviment okupa fou hegemònic a Barcelona, però progressivament van sorgir grups que defensaven una ocupació amb un perfil menys identitari, com V de Vivienda, la Plataforma d'Afectats per la Hipoteca (PAH) o el Sindicat de Llogateres, i la candidatura Catalunya en Comú.

## Aspectes legals
Fins a la promulgació del Codi penal espanyol de 1996 no existia una figura legal que penalitzés específicament l'ocupació de llocs abandonats. Aquesta, de fet, havia gaudit d'una certa tolerància en les dècades anteriors com a manera de resoldre parcialment el problema generat per la migració de famílies del camp a les ciutats. En els primers anys de la democràcia van ser legalitzades milers d'okupacions il·legals d'habitatges de propietat estatal.

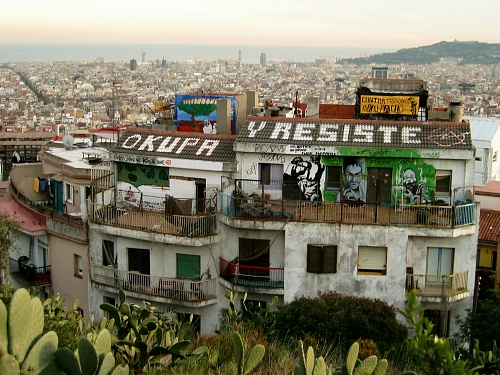
Blokes Fantasma a La Salut (Barcelona)

Fins a 1996, la figura legal a què es recorria era la falta de coaccions: el propietari de la casa ocupada denunciava els inquilins il·legals adduint que li impedien utilitzar la seua propietat, la qual cosa constituïa una coacció. S'obria llavors un procés judicial civil (no penal), generalment llarg, que solia acabar amb una orde de desallotjament de la casa ocupada. Va haver-hi, no obstant això, nombroses excepcions: de vegades els jutges donaven la raó als ocupes. Els factors considerats eren els anys d'abandó de l'edifici, l'estat del mateix i, en general, qualsevol indici que permetés suposar absència de «funció social» de la propietat. De vegades aquest tipus de sentències eren dictades per tribunals superiors quan els edificis en litigi ja havien sigut desallotjats per orde dels tribunals de primera instància. Altres vegades els propietaris no denunciaven l'ocupació, bé perquè es desinteressaven de la seua propietat (solia ser el cas de persones que l'havien heretat i no tenien intenció de fer-ne res), bé perquè consideraven que la presència d'ocupes protegia l'edifici del seu deteriorament físic o impedia que fóra utilitzat per gent a qui consideraven menys desitjable, o bé per tindre simpaties amb el moviment ocupa.

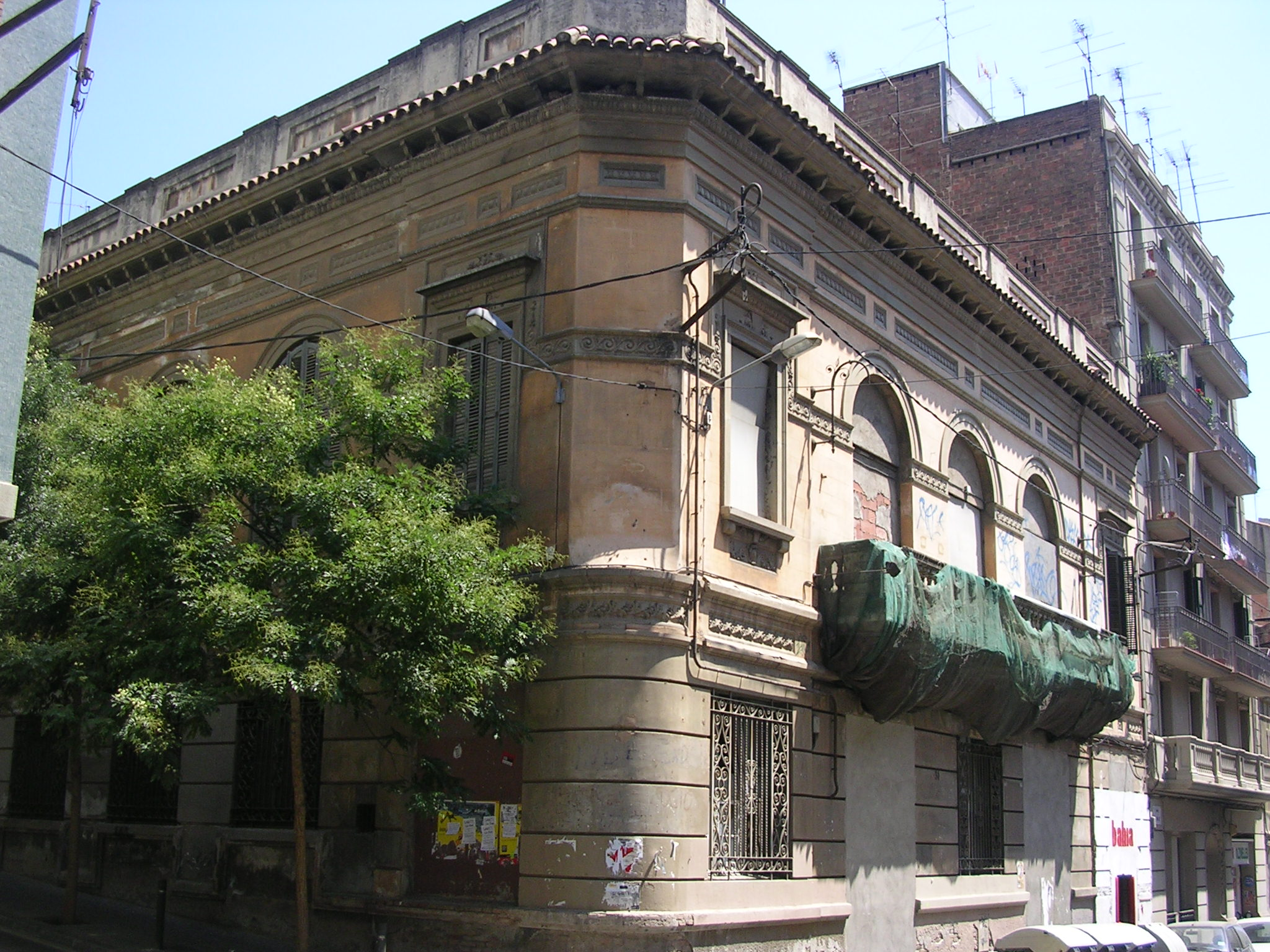
Sala Bahia (Sants)

Encara que la majoria dels casos acabaven en desallotjament, la lentitud del procés civil donava expectatives d'una certa duració de l'ocupació. Això, unit al ràpid increment del preu de l'habitatge, va fer que les ocupacions cresqueren exponencialment en els anys 1990. El nou codi penal aprovat el 1996 pretenia posar-hi límit, tipificant-les com a delicte d'usurpació. La consideració de delicte accelerava considerablement el procés de desallotjament, permetent a més que aquest es produís per sorpresa, és a dir, sense prèvia notificació als ocupants il·legals. No obstant això, els jutjats solien considerar conclosa la qüestió amb el desallotjament de la propietat ocupada, arxivant la causa a continuació. És a dir, que quasi mai no es dictaven les condemnes previstes legalment pel delicte d'usurpació, la qual cosa va generar una sensació d'excessiva permissivitat en alguns propietaris i poders públics locals. Per això, a vegades s'ha recorregut a interposar denúncies no per usurpació sinó per delictes més greus com a desordres públics, violació de domicili o robatori. Les denúncies tampoc no han comportat condemnes, per no haver-se pogut demostrar, però sí que tenen un efecte punitiu en la mesura que obliguen els acusats fer-se càrrec d'un procés judicial dur i sovint costós.

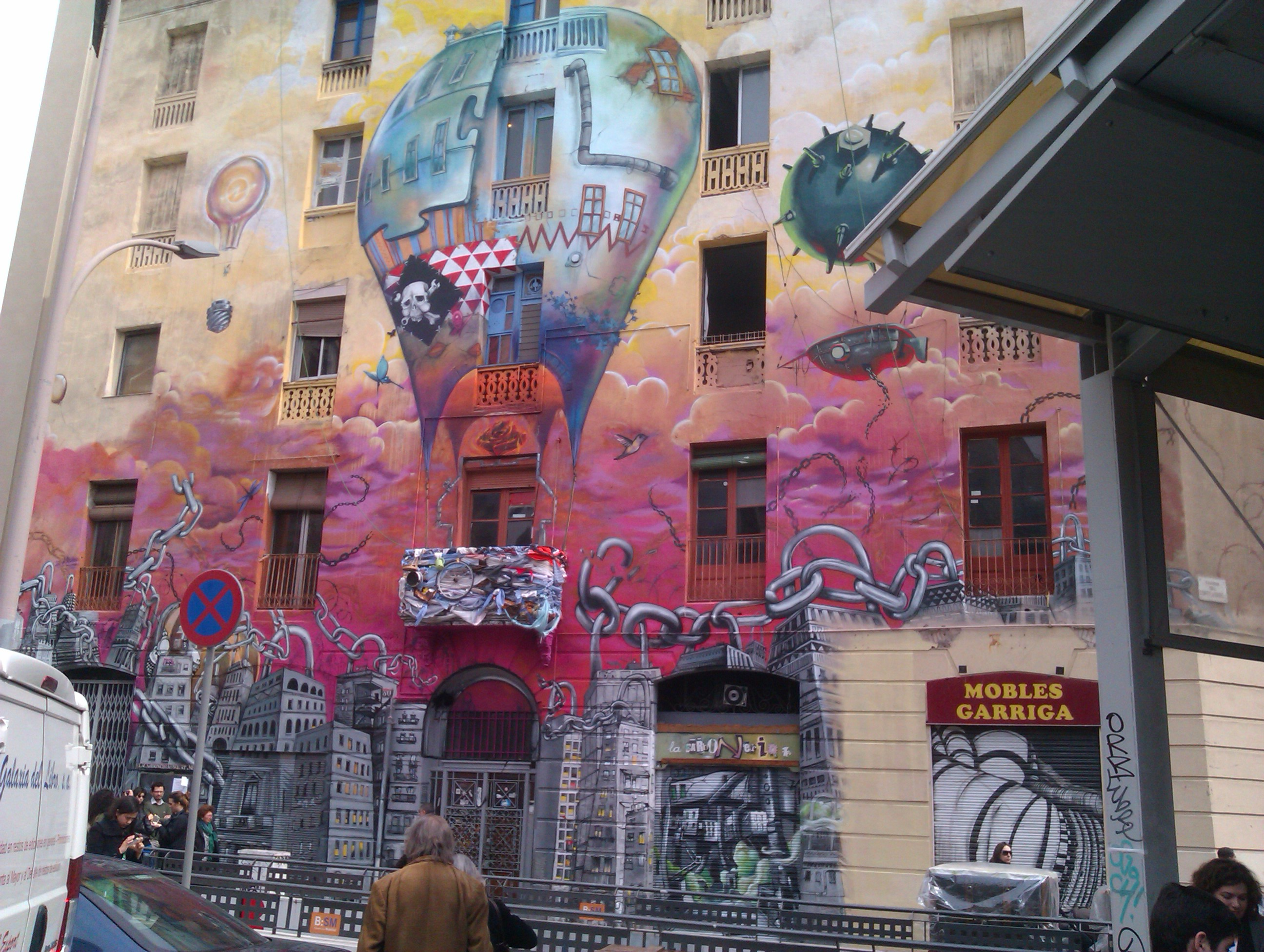
CSOA La Carboneria (Barcelona)

Les escasses condemnes relacionades amb l'ocupació han estat les derivades de denúncies per casos de resistència a l'autoritat durant els desallotjaments.
En alguns casos, els anomenats "Centres Socials Ocupats" han intentat legalitzar la seva situació iniciant un diàleg amb les institucions, a imatge de les negociacions que s'han donat en altres països europeus on llocs inicialment ocupats han acabat per ser cedits sota fórmules de lloguer o fins i tot declarats d'interès social o cultural.
Alguns activistes solen dir que aquest moviment és d'inspiració anarquista, ja que segons aquesta ideologia l'establiment de persones en edificis que no s'usen no seria quelcom immoral, ja que diferència entre possessió i propietat. La justificació ve que per als anarquistes la propietat no té justificació i, per tant, és il·legítim que alguna persona física o jurídica tinga una propietat, essent tan sols legítim tindre una possessió. En establir-se una o diverses persones en un edifici que no s'usa no s'estaria violant la possessió de ningú, ja que ningú està allí. En realitat, aquesta forma de pensar no és exclusiva de l'anarquisme però és en l'anarquisme on millor es desenvolupa.

## Filmografia
- Temps de CanVi(e)s (2015)
- Entrevies. Okupes a L'H (2017)
- Ràbia kontra la màkina (Max Ira, 2023)